# Pn结
一塊半導體晶體一側摻雜成p型半導體，另一側摻雜成n型半導體，中間二者相連的接觸面间有一个过渡层，稱為pn接面、p-n接面（p-n junction）。pn接面是電子技術中許多元件，例如半導體二極管、雙極性晶體管的物质基础。

## 历史
1948年，威廉·肖克利的論文《半導體中的pn接面和pn接面型晶體管的理論》發表於貝爾實驗室內部刊物。肖克利在1950年出版的《半導體中的電子和空穴》中詳盡地討論瞭接面型晶體管的原理，與約翰·巴丁、沃爾特·布喇頓共同發明的點接觸型晶體管所採用的不同的理論。

## 原理

### n型半导体
掺入少量杂质磷元素（或锑元素）的硅晶体（或锗晶体）中，由于半导体原子（如硅原子）被杂质原子取代，磷原子外层的五个外层电子的其中四个与周围的半导体原子形成共价键，多出的一个电子几乎不受束缚，较为容易地成为自由电子。于是，N型半导体就成为了含自由电子浓度较高的半导体，其导电性主要是因为自由电子导电。

### p型半导体
掺入少量杂质硼元素（或铟元素）的硅晶体（或锗晶体）中，由于半导体原子（如硅原子）被杂质原子取代，硼原子外层的三个外层电子与周围的半导体原子形成共价键的时候，会产生一个“空穴”，这个空穴可能吸引束缚电子来“填充”，使得硼原子成为带负电的离子。这样，这类半导体由于含有较高浓度的“空穴”（“相当于”正电荷），成为能够导电的物质。

### 電子與空穴的移動

#### 漂移运动
上面叙述的两种半导体在外加电场的情况下，会作定向运动。这种运动称为电子与空穴（统称“载流子”）的“漂移运动”，并产生“漂移电流”。
根据静电学，电子将作与外加电场相反方向的运动，并产生电流（根据传统定义，电流的方向与电子运动方向相反，即和外加电场方向相同）；而空穴的运动方向与外加电场相同，由于其可被看作是“正电荷”，将产生与电场方向相同的电流。
两种载流子的浓度越大，所产生的漂移电流越大。

#### 扩散运动
由于某些外部条件而使半导体内部的载流子存在浓度梯度的时候，将产生扩散运动，即载流子由浓度高的位置向浓度低的位置运动。

### pn接面的形成
采用一些特殊的工艺（见本条目后面的段落），可以将上述的P型半导体和N型半导体紧密地结合在一起。在二者的接触面的位置形成一个pn接面。
p型、n型半导体由于分别含有较高浓度的“空穴”和自由电子，存在浓度梯度，所以二者之间将产生扩散运动。即：
- 自由电子由n型半导体向p型半导体的方向扩散
- 空穴由p型半导体向n型半导体的方向扩散

载流子经过扩散的过程后，扩散的自由电子和空穴相互结合，使得原有的N型半导体的自由电子浓度减少，同时原有P型半导体的空穴浓度也减少。在两种半导体中间位置形成一个由N型半导体指向P型半导体的电场，称为“内电场”。

## 性质

### 平衡状态（零偏置）
pn接面在没有外加电压情况下，跨接面形成了电势差导致了平衡状态。该电势差称为内建电势（built-in potential）{\displaystyle V_{\rm {bi}}}。
pn接面的n区的电子向p区扩散，留下了正电荷在n区。类似地，p型空穴从p区向n区扩散，留下了负电荷在p区。进入了p区的电子与空穴复合，进入了n区的空穴与电子复合。其效果是扩散到对方的多数载流子（自由电子与空穴）都耗尽了，接面区只剩下不可移动的带电离子，失去了电中性变为带电，形成了耗尽层（space charge region）（见图A）。

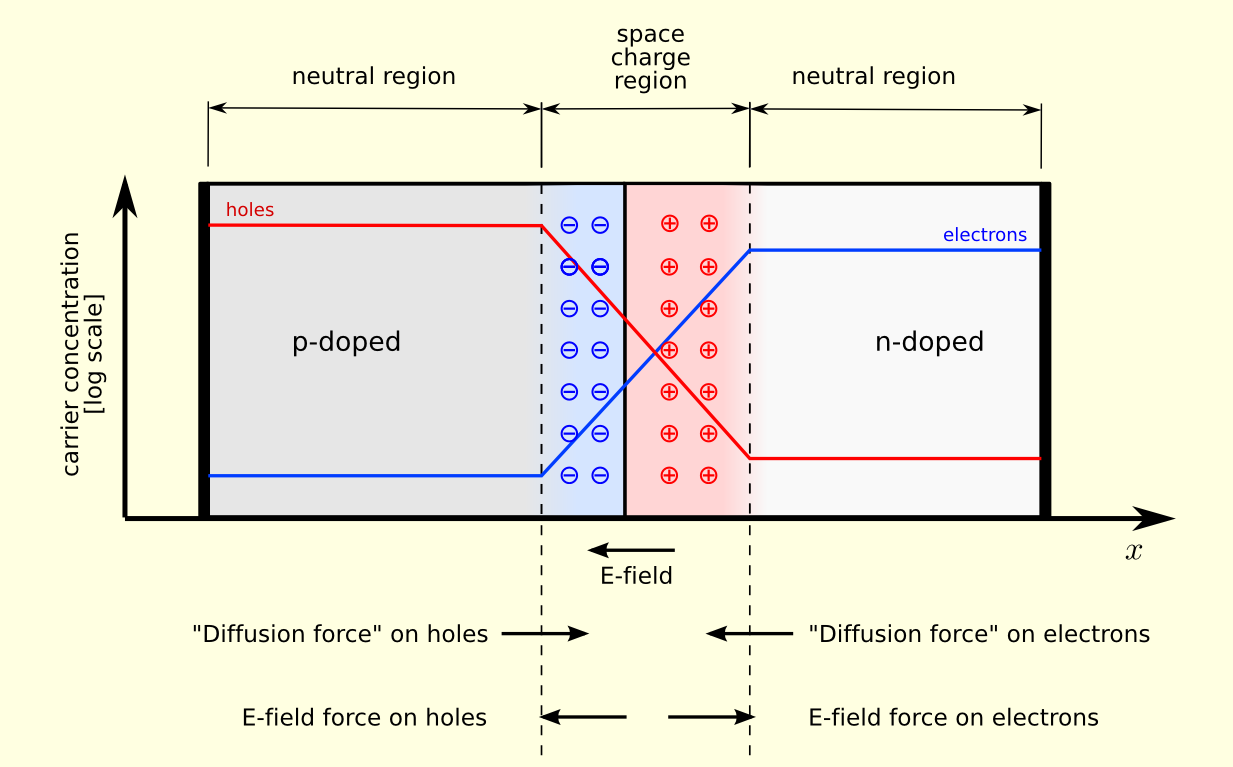
图A.零偏置热平衡下的pn接面。电子与空穴的浓度分别用蓝线、红线表示。灰色区域是电中性。亮红色是正电区域，亮蓝色区域是负电性。底部显示电场。静电力作用于电子与空穴，以及其扩散取向。

耗尽区的电场与电子与空穴的扩散过程相反，阻碍进一步扩散。载流子浓度确定的平衡态在图A中表示为红线与蓝线。

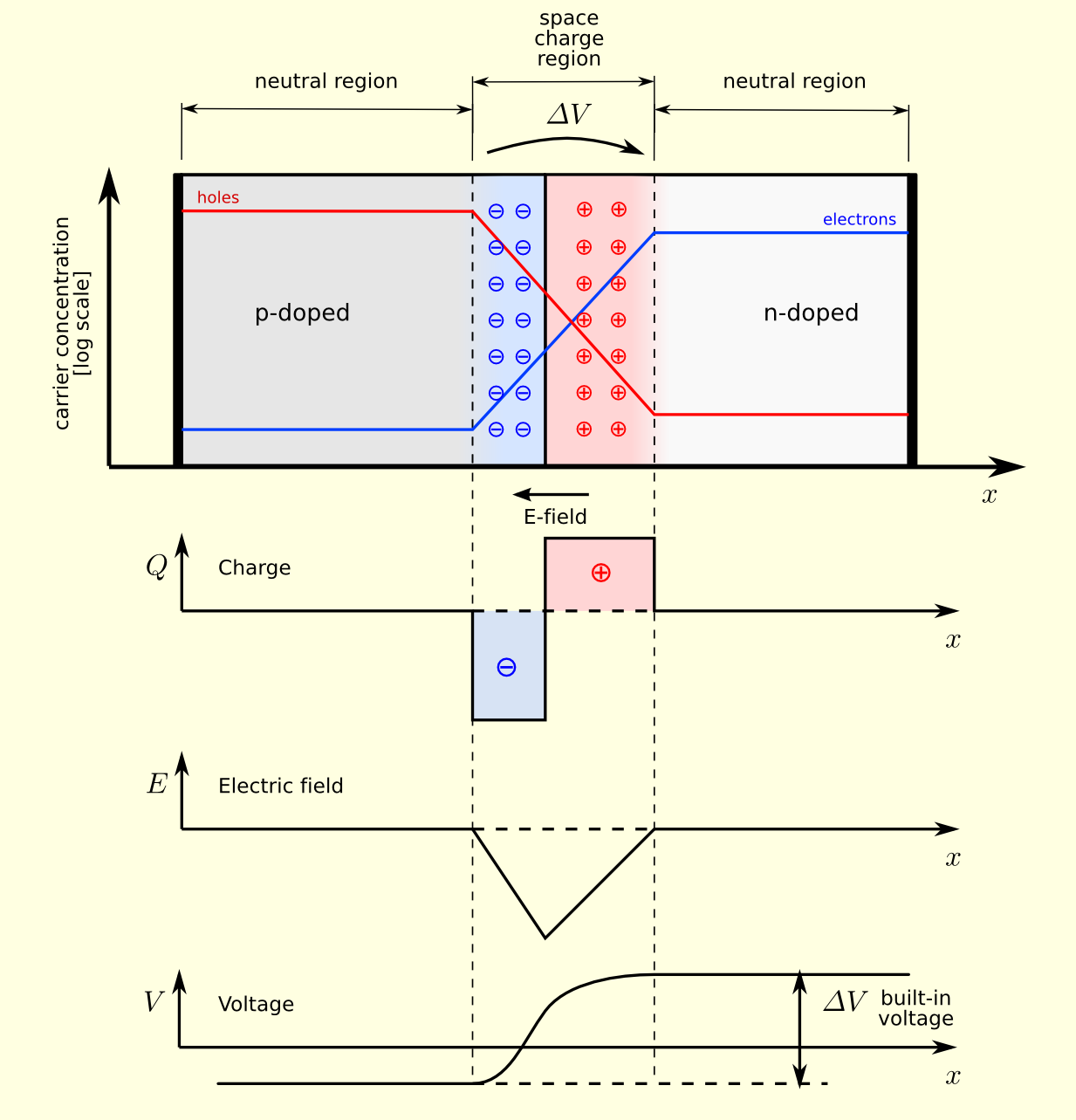
图B.pn接面在零偏置与热平衡状态下。底部绘出了电荷密度、电场、电压。

耗尽层的多数载流子已经全部耗尽，留下的电荷密度等于净掺杂水平。当平衡达到时，电荷密度近似显示为阶梯函数，耗尽层与中立区的边界相当陡峭。（见图B的Q(x)图）。耗尽层在pn接面两侧有相同量的电荷，因此它向较少掺杂的一侧延展更远（图A与图B的n端）。

### 正向偏置
若施加在p區的電壓高於n區的電壓，称为正向偏置（forward bias）。

正向偏置下的pn接面，表现为耗尽层变薄。在p端与n端均掺杂1e^{15}/cm^{3}水平，导致内在电势~0.59 V。耗尽厚度的降低可以从电荷分布曲线上推断。

在正向偏置电压的外电场作用下，N区的电子与P区的空穴被推向pn接面。这降低了耗尽区的耗尽宽度。这降低了pn接面的电势差（即内在电场）。随着正向电压的增加，耗尽区最终变得足够薄以至于内电场不足以反作用抑制多数载流子跨pn接面的扩散运动，因而降低了pn接面的电阻。跨过pn接面注入p区的电子将扩散到附近的电中性区。所以pn接面附近的电中性区的少数载流子的扩散量确定了二极管的正向电流。
仅有多数载流子能够在半导体材料中長距离移动。因此，注入p区的电子不能继续移动更远，而是很快与電洞复合。少数载流子在注入中性区后移动的平均距离称为扩散长度（diffusion length），一般來說僅有微米等级。
虽然跨过p-n结的电子在p-区只能穿透短距离，但正向电流不被打断，因为空穴（p-区的多数载流子）在外电场驱动下在向相反方向移动。从p-区跨越pn接面注入n-区的空穴也具有类似性质。
正向偏置下，跨pn接面的电流强度取决于多数载流子的密度，这一密度随正向偏置电压的大小成指数增加。这使得二极管可以导通正向大电流。

### 反向偏置

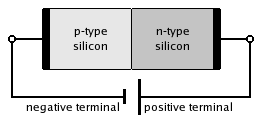
反向偏置的硅p–n结。

若施加在n區的電壓高於p區的電壓，这种状态称为pn接面的反向偏置（英語：reverse bias）。在反向偏置下，外部電場讓p區和n區的多數載子被拉向兩極，所以空乏層變厚，所以多數載子擴散通過pn接面的势垒會增大。
理想上反向偏置时的pn接面处于截止状态，可視為斷路。不過實際上依然存在極其微弱的反向電流，称为反向饱和电流。這股電流的成因是空乏區的少數載子（p區中的電子和n區中的電洞）熱生成和擴散。之所以稱為「飽和」是因為它的值幾乎不隨著逆向偏壓的增大而變化，只取決於少數載子的摻雜濃度。反向饱和电流的典型值很小（對於矽而言，為10−18到10−12安培等級），所以現實中反向偏置的pn接面可以視為電阻極大。

#### 電擊穿
當加在pn接面上的反向電壓，反向饱和电流不变，但是反向電壓當超過一定數值（崩潰電壓）時，pn接面的電阻突然減小，反向電流急劇增大，這種現象稱為電擊穿。电击穿分為突崩潰和齊納崩潰，兩者都是可逆的。
突崩潰的原理如下。當逆向偏壓會加速pn接面中的自由載子，給予它們動能；當逆向偏壓超過臨界值，動能過大，以至於它們與空乏層的原子碰撞時，足以使價電子游離，產生電子電洞對（此過程稱為碰撞游離）。由於載子數量倍增，可以促使載子和原子之間發生更多次碰撞游離，形成連鎖反應，使人觀察到電流急遽增長（隨電壓增加的速率甚至超過指數增長），如同雪崩（avalanche），故突崩潰在英文被命名為（avalanche breakdown）。
摻雜濃度越低，要驅動碰撞游離所需的電場越強，崩潰電壓也就越高。相反地，當摻雜濃度非常高時，只要在pn接面兩端施加較弱的逆向偏壓，就足以使價電子脫離原子的束縛。這種情形也有可能出現載子數量倍增的現象，這就是齊納擊穿（Zener breakdown）。
一般小於6V的逆向偏壓引起的是齊納擊穿，大於6V的引起的是雪崩擊穿。
由於電擊穿發生時，流經二極體的電流是逆向電流，這相當於pn接面不再具有單向導電性。逆向電流過大可能對二極體造成不可恢復的損壞。不過也有專門利用齊納擊穿製造的穩壓二極體，稱為齊納二極體。

### 伏安特性

pn接面的伏安特性曲线。图例：蓝色表示正向导通的状态；绿色为反向饱和电流的状态；黄色表示pn接面被击穿的状态；红色部分表示即将被导通的状态

pn接面的最大特性为单向导电性，反映到伏安特性曲线如右图。当正向电压达到一定值时，pn接面将产生正向偏置，pn接面被导通（图中蓝色部分）；当反向电压在一定范围内时，pn接面产生微弱的反向饱和电流（图中绿色部分）；当反向电压超过一定值时，pn接面被击穿（图中黄色部分）。

### pn接面的电容效应
在pn接面（两种半导体的交界处）会因为外加电压产生一定电荷积累，即结电容（{\displaystyle C_{j}}）效应。根据成因分为“势垒电容”（{\displaystyle C_{b}}）和“扩散电容”（{\displaystyle C_{d}}）。结电容满足：
{\displaystyle C_{j}=C_{b}+C_{d}}

#### 势垒电容
当外加电压的时候，“耗尽层”的厚度发生变化，将会引起其电荷量的变化。从而产生等效的电容效应，即“势垒电容”{\displaystyle C_{b}}。它与pn接面面积、耗尽层宽度、半导体介电常数和外加电压都有关系。

#### 扩散电容
当外加电压变化时，扩散区（参见上文所述扩散运动）内电荷的积累和释放过程将产生等效于电容的充放电过程，故等效于一个“扩散电容”{\displaystyle C_{d}}。

## 应用
由于pn接面的单向导电性，可以利用它作为基础制造半导体二极管、三极管等电子元件，例如常用的稳压二极管、光电二极管、发光二极管（LED）等。